# Písně pro V.V.
Písně pro V.V. — мини-альбом чешского исполнителя Яромира Ногавицы, выпущенный в 1988 году на двух семидюймовых EP.

## Об альбоме
Písně pro V.V. записан на концертах в Праге в феврале 1987 г. и январе-феврале 1988 г. Большая часть материала, исполненного на этих концертах, была выпущена в этом же году под названием Darmoděj. Те песни, что не были использованы для Darmoděj, и составили список композиций этого мини-альбома.
Инициалы V.V. в названии альбома означают Vladimir Vysockij - «Песни для Владимира Высоцкого».

## Список композиций

### Первая сторона
1. «Píseň pro V.V.» — 4:32
2. «Na dvoře divadla» — 1:46

### Вторая сторона
1. «Moje malá válka» — 2:50
2. «Maškarní ples» — 3:09

### Третья сторона
1. «Pro malou Lenku» — 4:33
2. «Košilka» — 2:05

### Четвёртая сторона
1. «Třiatřicet» — 2:20
2. «Osmá barva duhy» — 2:27